# Saul Goodman (Paukist)
Saul Goodman (* 16. Juli 1907 in New York City; † 26. Januar 1996 in Palm Beach) war ein US-amerikanischer Paukist und Komponist.

## Leben und Wirken
Goodman begann im Alter von vier Jahren Trommel zu spielten und spielte später die Große Trommel in Boy-Scout-Bands. Im Alter von vierzehn Jahren wurde er Schüler Alfred Frieses, des Ersten Paukisten der New Yorker Philharmoniker. 1926 wurde er dessen Nachfolger bei den New Yorker Philharmonikern, denen er bis 1972 angehörte und in mehr als 6000 Konzerten auftrat. Mit Béla Bartók und dessen Frau Márta Ziegler führte er 1940 dessen Sonate für zwei Klaviere und Perkussion auf.
An der Juilliard School unterrichtete Goodman 41 Jahre. Hier zählten zu seinen Schülern u. a. die Paukisten Vic Firth, Gerry Carlyss, Roland Kohloff (sein Nachfolger bei den New Yorker Philharmonikern), Rick Holmes, Eugene Espino, Barry Jekowski, Elden C. Bailey, Rob Waring und Bill Kraft, aber auch Jazz-Schlagzeuger wie Gene Krupa, Louie Bellson und Cozy Cole. Er komponierte didaktische Stücke für seine Schüler, aber auch Stücke wie Timpianna, Ballad for the Dance und für das Ballett der Juilliard School die Proliferation Suite und verfasste mehrere Lehrbücher für Perkussionisten (u. a. Modern Method for Timpani). Daneben betätigte er sich als Instrumentenbauer und entwarf mehrere Innovationen für die Konstruktion von Pauke und Schlegel. Neben zahlreichen Aufnahmen mit den New Yorker Philharmonikern erschienen auch zwei Alben mit Goodman als Solist: Mallets, Melody and Mayhem und Bell, Drum and Cymbal.